# Мирошниченко, Константин Кириллович
Константин Кириллович Мирошниченко (* 1911, село Рубежное, ныне Луганской области — † 2000) — заслуженный строитель УССР, лауреат Ленинской премии.

## Биография
Трудовой путь начал как рабочий завода «Красный украинец» в городе Пролетарск (ныне Луганской области). Окончил силикатный институт в Каменце-Подольском.
1935 года Мирошниченко, который отбыл службу в армии, назначили начальником бетонного завода треста «Южжилстрой» в Мариуполе (Донецкая область).
В 1937—1941 годах был мастером, главным инженером завода по изготовлению силикатного кирпича в Лисичанске.
Во время Великой Отечественной войны Мирошниченко направили на завод силикатного кирпича и высокопрочного гипса в городе Стерлитамак Башкирской АССР (ныне — Российская Федерация), впоследствии работал начальником КПП треста № 50 (Стерлитамак).
Вернувшись в 1948 году на Украину, до конца жизни работал в городе Северодонецк Луганской области. Около десяти лет возглавлял коллектив завода по изготовлению силикатного кирпича, входил в систему треста «Лисхимпромстрой». Без отрыва от производства окончил Краматорский машиностроительный техникум. Вскоре после этого Мирошниченко назначили заместителем руководителя треста, а впоследствии руководителем треста «Лисхимстройматериалы».
С 1961 года Мирошниченко — начальник Северодонецкого домостроительного комбината. Под его руководством предприятие построило около двух миллионов квадратных метров жилья.
Мирошниченко был одним из разработчиков прогрессивного строительного материала — силикобетону. За разработку и внедрение этого материала Константина Кирилловича отметили Ленинской премией.
Мирошниченко награждён орденами Ленина, Трудового Красного Знамени, Красной Звезды и «Знак Почета», многими медалями.

## Ссылка
- Министерство регионального строительства. (недоступная ссылка) Кадровые вопросы (недоступная ссылка)